# Патріс Тровоада
Патріс Емері Тровоада (18 березня 1962 , Лібревіль ) — сан-томеанський політик, 15-й прем'єр-міністр Сан-Томе і Принсіпі з листопада 2022 року.
Раніше він обіймав посаду прем'єр-міністра з лютого 2008 року по червень 2008 року, з серпня 2010 року по грудень 2012 і знову з листопада 2014 по грудень 2018.

## Життя і кар'єра
Тровоада народився у Лібревілі, Габон. Він син Мігеля Тровоади, що був президентом Сан-Томе і Принсіпі в 1991—2001 роках і був названий на честь Патріса Лумумби, першого прем'єр-міністра Конго (Леопольдвіль). Навчався в Португалії та Франції.
Обіймав посаду міністра закордонних справ з вересня 2001 року по 4 лютого 2002 року. Він також був радником президента Фрадіке де Мінезіша з питань нафти, поки Мінезіш не звільнив його у травні 2005 року, стверджуючи, що Тровоада використовував своє становище для просування своїх бізнес-інтересів.
Тровоада є генеральним секретарем політичної партії Незалежної демократичної дії (ADI). Він балотувався на посаду президента на президентських виборах у липні 2006 року, але зазнав поразки від Мінезіша, чинного президента. Тровоада був єдиним основним кандидатом від опозиції і здобув 38,82 % голосів. 14 лютого 2008 року Тровоада став прем'єр-міністром; його призначив Мінезіш після відставки Томе Вера Круза.
4 березня 2008 року він здійснив короткий офіційний візит до Габону.
Уряд Тровоади зазнав поразки через вотум недовіри в Національних зборах 20 травня 2008 року після трьох місяців перебування на посаді. Пропозиція, внесена опозиційним Рухом за визволення Сан-Томе і Принсіпі/Соціал-демократичною партією (MLSTP/PSD), здобула 30 голосів «за», 23 «проти» і двоє утрималися. У червні Мінезіш попросив MLSTP/PSD сформувати уряд, який обрав свого лідера Жакіма Рафаела Бранку прем'єр-міністром.
Після парламентських виборів 2010 року Тровоада повернувся на посаду прем'єр-міністра 14 серпня 2010 року, але залишив посаду 13 грудня 2012 року після того, як його уряд втратив більшість у парламенті. Проте на парламентських виборах 2014 року партія Незалежної демократичної дії Тровоади знову здобула більшість із 33 із 55 місць у Національних зборах, і його знову призначили очолити новий уряд.